# 米爾內 (斯卡多夫斯克區)
梅尔内（羅馬化：Myrne）是烏克蘭南部赫爾松州斯卡多夫斯克區米尔内市镇内的市級鎮，及该市镇的行政中心。距離卡蘭恰克23公里和赫爾松100公里，始建於1951年，面積4.67平方公里，海拔高度16米，2011年人口1,966，人口密度每平方公里420.99人。